# Super League 2012 (Cina)
La Chinese Super League 2012 è stata la 53ª edizione della massima competizione calcistica nazionale della Cina, la squadra campione in carica è il Guangzhou Evergrande.
Alla competizione partecipano 16 squadre, tra cui le due neopromosse Dalian Aerbin e Guangzhou R&F.

## Squadre partecipanti
| Club             | Stagione | Città     | Stadio                               | Stagione 2011             |
| ---------------- | -------- | --------- | ------------------------------------ | ------------------------- |
| Beijing Guoan    | dettagli | Pechino   | Stadio dei Lavoratori di Pechino     | 2º posto in Super League  |
| Changchun Yatai  |          | Changchun | Development Area Stadium             | 7º posto in Super League  |
| Dalian Aerbin    |          | Dalian    | Stadio Jinzhou                       | 1º posto in CL1           |
| Dalian Shide     |          | Dalian    | Stadio Jinzhou                       | 12º posto in Super League |
| Guangzhou E.     |          | Canton    | Stadio di Tianhe                     | Campione di Cina          |
| Guangzhou R&F    |          | Canton    | Yuexiushan Stadium                   | 2º posto in CL1           |
| Q. Zhongneng     |          | Tsingtao  | Qingdao Tiantai Stadium              | 6º posto in Super League  |
| Guizhou Renhe    |          | Guiyang   | Guiyang Olympic Sports Center        | 9º posto in Super League  |
| Hangzhou Lücheng |          | Hangzhou  | Yellow Dragon Sports Center          | 8º posto in Super League  |
| Henan Jianye     |          | Zhengzhou | Stadio Hanghai di Zhengzhou          | 13º posto in Super League |
| Jiangsu Sainty   |          | Nanchino  | Centro sportivo olimpico di Nanchino | 4º posto in Super League  |
| Liaoning         |          | Shenyang  | Tiexi New District Sports Center     | 3º posto in Super League  |
| Shandong Taishan |          | Jinan     | Shandong Provincial Stadium          | 5º posto in Super League  |
| Shanghai Shenhua |          | Shanghai  | Stadio Hongkou                       | 11º posto in Super League |
| Shanghai Shenxin |          | Shanghai  | Jinshan Football Stadium             | 14º posto in Super League |
| Tianjin Teda     |          | Tientsin  | TEDA Soccer Stadium                  | 10º posto in Super League |

| Club             | Allenatore            |
| ---------------- | --------------------- |
| Beijing Guoan    | Jaime Pacheco         |
| Changchun Yatai  | Svetozar Šapurić      |
| Dalian Aerbin    | Aleksandar Stanojević |
| Dalian Shide     | Nelo Vingada          |
| Guangzhou E.     | Marcello Lippi        |
| Guangzhou R&F    | Sérgio Farias         |
| Guizhou Renhe    | Gao Hongbo            |
| Hangzhou Lücheng | Takeshi Okada         |
| Henan Jianye     | Jan Versleijen        |
| Jiangsu Sainty   | Dragan Okuka          |
| Liaoning         | Ma Lin                |
| Q. Zhongneng     | Chang Woe-Ryong       |
| Shandong Taishan | Henk ten Cate         |
| Shanghai Shenhua | Sergio Batista        |
| Shanghai Shenxin | Zhu Jiong             |
| Tianjin Teda     | Alexandre Guimarães   |

## Classifica
|       | Pos. | Squadra          | Pt | G  | V  | N  | P  | GF | GS | DR  |
| ----- | ---- | ---------------- | -- | -- | -- | -- | -- | -- | -- | --- |
| China | 1.   | Guangzhou E.     | 58 | 30 | 17 | 7  | 6  | 51 | 30 | +21 |
|       | 2.   | Jiangsu Sainty   | 54 | 30 | 14 | 12 | 4  | 49 | 29 | +20 |
|       | 3.   | Beijing Guoan    | 48 | 30 | 14 | 6  | 10 | 34 | 35 | -1  |
| [ 1 ] | 4.   | Guizhou Renhe    | 45 | 30 | 12 | 9  | 9  | 44 | 33 | +11 |
|       | 5.   | Dalian Aerbin    | 44 | 30 | 11 | 11 | 8  | 51 | 46 | +5  |
|       | 6.   | Changchun Yatai  | 44 | 30 | 12 | 8  | 10 | 37 | 40 | -3  |
|       | 7.   | Guangzhou R&F    | 42 | 30 | 13 | 3  | 14 | 47 | 49 | -2  |
|       | 8.   | Tianjin Teda     | 40 | 30 | 10 | 10 | 10 | 29 | 30 | -1  |
|       | 9.   | Shanghai Shenhua | 38 | 30 | 8  | 14 | 8  | 39 | 34 | +5  |
|       | 10.  | Liaoning         | 36 | 30 | 8  | 12 | 10 | 40 | 41 | -1  |
|       | 11.  | Hangzhou Lücheng | 36 | 30 | 9  | 9  | 12 | 34 | 46 | -12 |
|       | 12.  | Shandong Taishan | 36 | 30 | 8  | 12 | 10 | 46 | 43 | +3  |
|       | 13.  | Q. Zhongneng     | 36 | 30 | 10 | 6  | 14 | 26 | 34 | -8  |
|       | 14.  | Dalian Shide     | 34 | 30 | 8  | 10 | 12 | 39 | 49 | -10 |
|       | 15.  | Shanghai Shenxin | 30 | 30 | 6  | 12 | 12 | 36 | 35 | +1  |
|       | 16.  | Henan Jianye     | 26 | 30 | 7  | 5  | 18 | 28 | 56 | -28 |

Legenda:

      Campione di Cina e ammesso alla fase a gironi della AFC Champions League 2013

      Ammessi alla fase a gironi della AFC Champions League 2013

      Retrocesse in China League One 2013

Note:
Tre punti a vittoria, uno a pareggio, zero a sconfitta.

## Statistiche

### Squadre

#### Capoliste solitarie
|    | —— | ——    | ——    | ——  | ——  | ——                   | ——                   | ——                   | ——                   | ——                   | ——                   | ——                   | ——                   | ——                   | ——                   | ——                   | ——                   | ——                   | ——                   | ——                   | ——                   | ——                   | ——                   | ——                   | ——                   | ——                   | ——                   | ——                   | ——                   | —— |  |
|    |    | Chang | Chang | R&F | R&F | Guangzhou Evergrande | Guangzhou Evergrande | Guangzhou Evergrande | Guangzhou Evergrande | Guangzhou Evergrande | Guangzhou Evergrande | Guangzhou Evergrande | Guangzhou Evergrande | Guangzhou Evergrande | Guangzhou Evergrande | Guangzhou Evergrande | Guangzhou Evergrande | Guangzhou Evergrande | Guangzhou Evergrande | Guangzhou Evergrande | Guangzhou Evergrande | Guangzhou Evergrande | Guangzhou Evergrande | Guangzhou Evergrande | Guangzhou Evergrande | Guangzhou Evergrande | Guangzhou Evergrande | Guangzhou Evergrande | Guangzhou Evergrande |    |  |
|    |    |       |       |     |     |                      |                      |                      |                      |                      |                      |                      |                      |                      |                      |                      |                      |                      |                      |                      |                      |                      |                      |                      |                      |                      |                      |                      |                      |    |  |
|    |    |       |       |     |     |                      |                      |                      |                      |                      |                      |                      |                      |                      |                      |                      |                      |                      |                      |                      |                      |                      |                      |                      |                      |                      |                      |                      |                      |    |  |
| 1ª | 2ª | 3ª    | 4ª    | 5ª  | 6ª  | 7ª                   | 8ª                   | 9ª                   | 10ª                  | 11ª                  | 12ª                  | 13ª                  | 14ª                  | 15ª                  | 16ª                  | 17ª                  | 18ª                  | 19ª                  | 20ª                  | 21ª                  | 22ª                  | 23ª                  | 24ª                  | 25ª                  | 26ª                  | 27ª                  | 28ª                  | 29ª                  | 30ª                  |    |  |